# Віталій Лівадний
Віталій Лівадний (нар. 21 травня 1968) — український фотохудожник із Запоріжжя.
Займається художньою фотографією з 2002—2003 рр.
Член Національної спілки фотохудожників України з 2009 р.
Учасник ряду загальнонаціональних українських фотовиставок.